# スタンディッシュ・ヘイズ・オグレディ
スタンディッシュ・ヘイズ・オグレディ（英語: Standish Hayes O'Grady、アイルランド語: Anéislis Aodh Ó Grádaigh; 1832年5月19日 – 1915年10月16日）はアイルランドの古物収集家。
リムリック県CastleconnellのErinagh Houseで イギリス海軍の提督ヘイズ・オグレディの息子として生を受ける。オグレディ家は初代ギラモア子爵スタンディッシュ・オグレディの一門であり、スタンディッシュ・ヘイズ・オグレディとしばしば混同される作家のスタンディッシュ・ジェイムズ・オグレディは縁戚にあたる。
スタンディッシュ・ヘイズ・オグレディには子供の頃、生育地のアイルランド語母語話者からこの言語を学んだ経験がある。学校はラグビースクールとトリニティ・カレッジへと通った。
シビルエンジニアの資格を持っていたが、今日では主に中世アイルランドの写本の物語の集成 Silva Gadelica （『ゲール語詩華集』）の作者として記憶されている。
同じ古物収集家であるジョン・オドノヴァンやユージン・オカリーとは交遊関係にあった。
1853年にはオシアン協会の創設メンバーの一人となった。1855年には同協会の会長を勤めている。
1857年にはアメリカへと移住し、30年の間この地で過ごした。1901年には Anglo-Irish Aristocracy という小論をオーガスタ・グレゴリー編集の Anglo-Irish Aristocracy へと寄稿した。
1915年、イギリスで死去。未完のままとなった Catalogue of the Irish Manuscripts in the British Museum はロビン・フラワーが後を引き継いで完成させた。

## 代表作
- The Pursuit After Diarmuid, O'Duibhne, and Grainne, the Daughter of Cormac Mac Airt, King of Ireland in the Third Century (1857)
- The Pursuit of the Gilla Decair and his Horse
- The Colloquy with the Ancients
- Silva Gadelica (I.-XXXI.): A Collection of Tales in Irish with Extracts Illustrating Persons and Places; Volume 1 (1892)[3]
- Silva Gadelica (I.-XXXI.): A Collection of Tales in Irish with Extracts Illustrating Persons and Places; Volume 2 (1892)[3]